# Огнетелки (насекомые)
Огнетелки, или стрелки краснотелые (лат. Pyrrhosoma), — небольшой палеарктический род стрекоз в составе семейства стрелок (Coenagrionidae), подсемейства Теинобазины (Teinobasinae).

## Описание
Небольшие стрекозы изящного телосложения. Самцы и самки характеризуются красной окраской тела и глаз, сочетающейся с чёрной окраской ног и птеростигм. У самцов красная окраска тела всегда хорошо выражена, в то время как у самок она варьирует от интенсивной до едва заметно красноватой.

## Биология
Стрекозы предпочитают стоячие и в проточные водоемы с хорошо развитой водной и прибрежной растительностью. Самку во время кладки яиц сопровождает самец, в воду она погружает только брюшко. Самки откладывают яйца в горизонтально лежащие в воде листья и качающиеся в воде стебли растений недалеко от поверхности воды. При этом они изгибают брюшко и помещают яйца в проделанные яйцекладом надрезы. Личинки питаются водными насекомыми или мелкими ракообразными.

## Классификация
В состав рода включены 4 вида:
- Pyrrhosoma elisabethae Schmidt, 1948[2]
- Pyrrhosoma latiloba Yu, Yang & Bu, 2008
- Pyrrhosoma nymphula (Sulzer, 1776)[2]
- Pyrrhosoma tinctipenne (McLachlan, 1894)[2]